# Crucifix peints (Pietro Lorenzetti, Cortona)
Les crucifix peints de Cortone de Pietro Lorenzetti  sont deux croix peintes en  tempera sur bois réalisées par Pietro Lorenzetti  datant de 1320-1325 et  conservées au Musée diocésain de Cortone.

Leur  particularité est d'être deux types de représentation du Christ en croix, des croix peintes avec le Christ de factures très différentes : une dans la continuation de cette représentation depuis le Duecento avec un Christ humanisé depuis la pré-renaissance, l'autre au tournant de la peinture italienne plus axée sur le réalisme (qu'on retrouvera en sculpture).

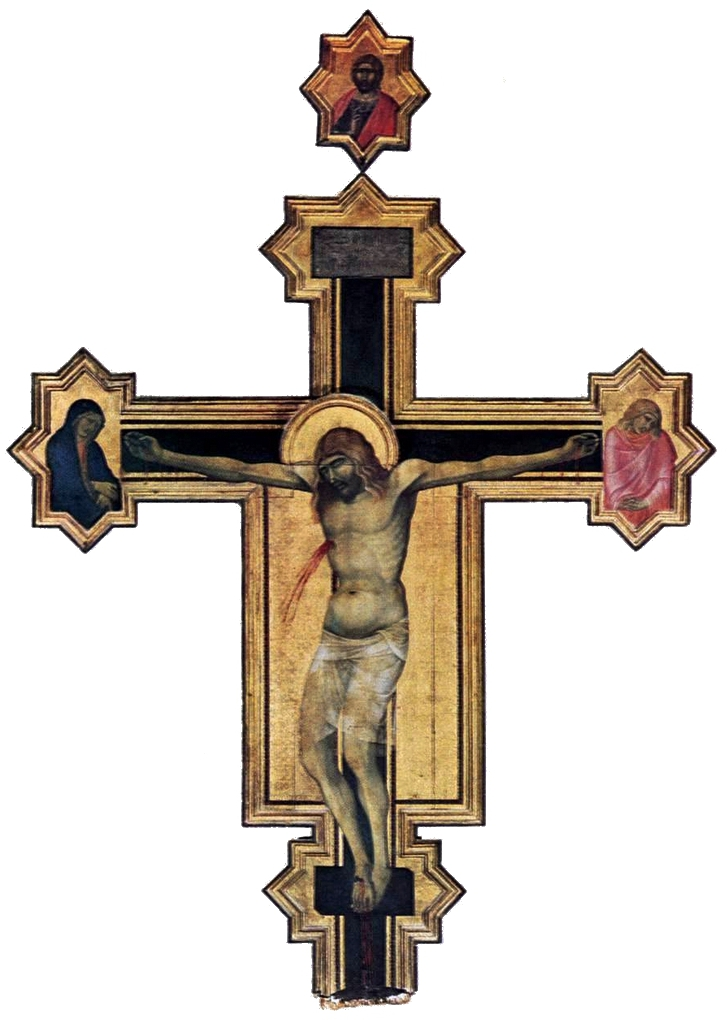
Croce a tabellone (380 × 274 cm).
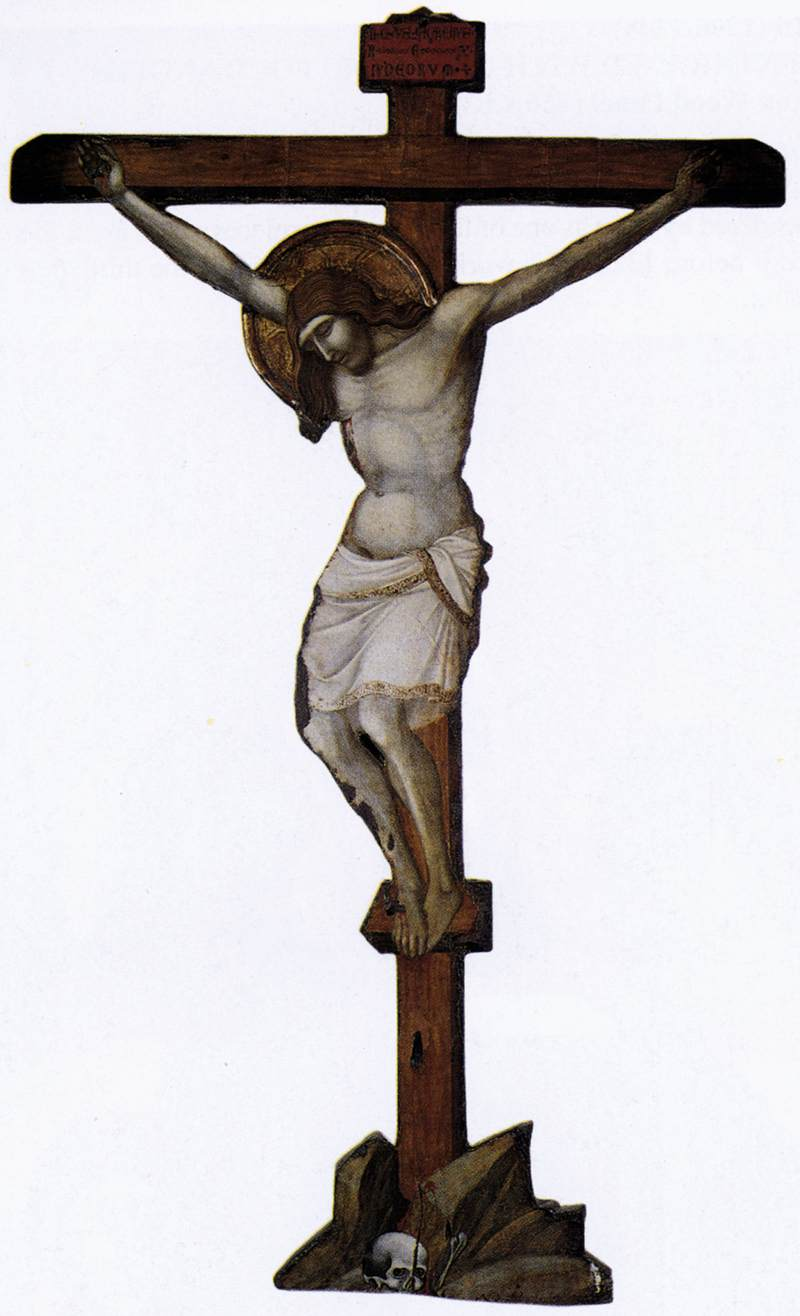
Croce sagomata (125 cm).

## Description
Dans les deux exemplaires le crucifix est de style Christus dolens, le « Christ mort souffrant » de la Renaissance italienne représenté suivant les préceptes franciscains de l'humanisation des personnages divins de la Passion :
- La tête baissée sur l'épaule
- les yeux fermés soit absents, énucléés (orbites vides).
- marques de douleur sur le visage,
- la bouche est incurvée vers le bas,
- les plaies sont saignantes (mains, pieds et flanc droit),
- Le corps tordu déhanché, arqué dans un spasme de douleur, subissant son poids terrestre,
- schématisation des muscles et des côtes.

### Exemplaire de croix àtabellone
De facture répandue depuis le Duecento (à scènes rajoutées aux extrémités de la Croix) sont présentes ici :
- Les panneaux latéraux  n'affichant qu'un fond doré,
- La Vierge Marie et saint Jean représentés en buste aux extrémités du patibulum,
- un clipeus à huit pointes du Christ rédempteur.

### Exemplaire decroce sagomata et dipinta
De facture  moins répandue, voire rare, répondant à la nécessité de se rapprocher de l'effet de sculpture  (croix chantournée au plus près du corps du Christ) :
- Pied de la croix fichée dans des pointes de rocher en représentation du sommet du Golgotha.
- Crâne d'Adam visible dans le sol (Jésus étant le « Nouvel Adam »).